# 질량-광도 관계
질량-광도 관계(mass–luminosity relation)란 천체물리학에서 별의 질량과 광도 사이의 관계에서 주어지는 방정식이다. 관계는 다음 식으로 표현된다.
{\displaystyle {\frac {L}{L_{\odot }}}=\left({\frac {M}{M_{\odot }}}\right)^{a}}
이때 L⊙과 M⊙은 각각 태양의 광도 및 질량이고 1 < a < 6이다. 주계열성의 경우 a값은 a＝3.5이다. 별이 에딩턴 광도에 가까워지면 a＝1이 된다.
요약하면 다음과 같다.
{\displaystyle {\frac {L}{L_{\odot }}}\approx .23\left({\frac {M}{M_{\odot }}}\right)^{2.3}\qquad (M<.43M_{\odot })}
{\displaystyle {\frac {L}{L_{\odot }}}=\left({\frac {M}{M_{\odot }}}\right)^{4}\qquad \qquad (.43M_{\odot }<M<2M_{\odot })}
{\displaystyle {\frac {L}{L_{\odot }}}\approx 1.5\left({\frac {M}{M_{\odot }}}\right)^{3.5}\qquad (2M_{\odot }<M<20M_{\odot })}
{\displaystyle {\frac {L}{L_{\odot }}}\approx 3200{\frac {M}{M_{\odot }}}\qquad (M>20M_{\odot })}